# Гыркашор
Гыркашор — поселок в Прилузском районе республики Коми в составе сельского поселения Объячево.

## География
Находится на расстоянии примерно 12 км на юг-юго-восток от центра района села Объячево в низовьях речки Лэпью. 

## История
Известен с 1940–х годов. В 1956 году посёлок лесозаготовителей в Объячевском с/с. В 1959 году здесь жили 319 человек (русские), в 1970 – 249, в 1979 – 144, 1989 –126. Население занималось заготовкой леса и сбором древесной смолы. До 1945 года жили также ссыльные поляки. Ещё в 1940-х годах были построены медпункт, магазин, баня, столовая, хлебопекарня, школа и детский сад.

## Население
Постоянное население  составляло 95 человек (коми 37%, русские 50%) в 2002 году, 70 в 2010 .